# Jack McEdwards
Jack McEdwards fue un asistente de dirección y productor cinematográfico más relevante por ser hijo de J. Gordon Edwards y padrastro de Blake Edwards, que por su propia filmografía.
McEdwards fue asistente de dirección en 7 películas entre 1936 y 1957:
- Bajo dos banderas (Under two flags, 1936) de Frank Lloyd. Curiosamente, remake de la película de idéntico título dirigida por su padre, J. Gordon Edwards, veinte años antes, en 1916. Ambas basadas en la novela homónima escrita en 1867 por Ouida (seudónimo de Louise de la Ramée).
- Always in Trouble (1938) de Joseph Santley.
- The honeymoon's over de Eugene Forde.
- El explorador perdido (Stanley and Livingstone, 1939) de Henry King y Otto Brower.
- The last of the Duanes basada en una novela de Zane Grey. Se han hecho más adaptaciones de la misma, con idéntico título: 1919 (dirigida por su padre, J. Gordon Edwards), 1924 y 1930.
- El proceso de Billy Mitchell (Court-Martial of Billy Mitchell, 1955) de Otto Preminger.
- Hell ship mutiny (1957) de Lee Sholem y Elmo Williams.

Sólo aparece en los créditos de las dos últimas.
Formó parte del equipo de producción en dos películas:
- Días de vino y rosas (Days of wine and roses, 1962) de Blake Edwards. (Producida por Martin Manulis.
- Vendetta (película de 1950) película producida por Howard Hughes por cuyo caótico rodaje pasaron 5 directores. La inició Max Ophülsy y la concluyó Mel Ferrer. En medio: Stuart Heisler, Preston Sturges y Paul Weatherwax.